# Casa Teresa Llopart
La Casa Teresa Llopart és una obra eclèctica de Barcelona protegida com a Bé Cultural d'Interès Local.

## Descripció
La casa Teresa Llopart està ubicada al carrer Watt 8-10, al barri de Sants. És un edifici plurifamiliar entre mitgeres que consta de planta baixa, tres pisos i terrat. A la planta baixa les obertures es disposen de forma simètrica; la porta principal d'accés als habitatges al centre amb un local comercial a cada banda, aquests tenen una obertura estreta i una de més gran als extrems. Els pilars entre les portes són de formes massisses, amb basament i capitell decorat amb tríglifs.
Al primer pis s'obren quatre portes allindades que donen a un balcó corregut de ferro forjat. Aquest balcó té uns permòdols de suport amb decoració radial. Al segon pis hi ha quatre balcons de ferro forjat amb pedres de tancament als costats i permòdols que aguanten la llosa. Les portes que donen a aquests balcons són allindanats amb ménsules a banda i banda i per sobre tenen un coronament de formes geomètriques, un fris de dents de serres i puntes de llança als extrems. En el primer i segon pis el parament està pintat en franges horitzontals de tons salmó excepte els emmarcaments de les obertures que estan pintades de blanc.
En el tercer pis hi ha set arcs apuntats, s'alternen quatre oberts i tres cecs. Dins dels arcs cecs hi ha decoració esgrafiada: un gerro amb flors i aus a banda i banda. Entre els arcs hi ha les escultures de lleons alats sobre una columna que descansa en una mènsula. Aquests lleons, d'inspiració veneciana, aguanten el ràfec de la cornisa que corona la façana. D'aquesta cornisa pengen quatre cadenes que van d'un lleó a un altre. A sobre de la cornisa, seguint el mateix eix que les escultures dels lleons, hi ha petits pilars de planta cruciforme.